# Onopvallende schotelkorst
Onopvallende schotelkorst (Rinodina pyrina) is een soort korstmos uit het geslacht Rinodina.

## Ecologie
Onopvallende schotelkorst komt voor op gladde, meso-eutrofe schors van bomen en struiken.

### Syntaxonomie
Onopvallende schotelkorst staat te boek als kensoort voor de associatie van melige schotelkorst (Lecanoretum carpineae).

## Verspreiding
Het verspreidingsgebied van onopvallende schotelkorst strekt zich uit over Europa, Noord-Afrika, Azië, Australazië en de gematigde delen van Noord-Amerika.